# مانیهیکی
مانیهیکی (به لاتین: Manihiki) یک جزیره در جزایر کوک است که در اقیانوس آرام واقع شده‌است.